# Kelet-Poroszország
Kelet-Poroszország, (németül: Ostpreußen) a Porosz Királyság, majd a Német Birodalom tartománya volt 1773-tól 1945-ig. Székhelye és legnagyobb városa Königsberg (ma Kalinyingrád) volt. A második világháború végéig Németországhoz tartozott, akkor déli részét Lengyelországhoz csatolták, az északit pedig Kalinyingrádi terület néven a Szovjetunióhoz, ahol különleges katonai övezetté alakították.

## Fekvése
A történelmi Kelet-Poroszország a Balti-tenger partján, a Visztula folyó deltájától keletre terült el, egészen Memel (ma Klaipėda) városáig. A mai Kalinyingrádi területen, Lengyelország északkeleti részén (Mazuri-tavak és környéke), illetve Litvánia nyugati részén helyezkedett el. 1939. május 1-jén területe 39 840 km² volt, a Memel-vidékkel együtt.

## Történelme
A porosz a lettekkel és litvánokkal rokon balti nép volt, melyet Konrád lengyel fejedelem sikertelenül akart keresztény hitre téríteni. Később a Német Lovagrend foglalta el területüket, és alapított itt államot Marienburg székhellyel, ők kezdték meg a poroszok keresztény hitre térítését. A lovagrend rengeteg német telepest hozott és porosz lakosságot németesítették, a déli területekre lengyelek érkeztek. Lengyelország és a lovagrend több háborút is vívott egymással, ennek során zajlott a grünwaldi csata is, véglegesen csak a második thorni béke rendezte a terület státuszát. A nyugati rész mint Királyi Poroszország lengyel uralom alá került, míg keleten 1525-ig megmaradt a lovagrend uralma. A közben megindult reformáció hatására a terület német lakossága döntően evangélikussá vált.

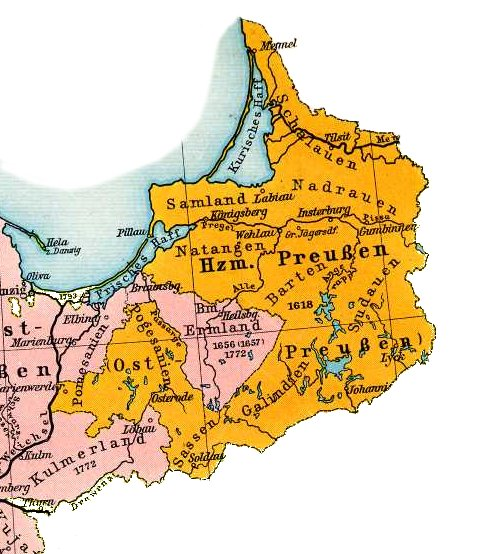
A Porosz Hercegség 1648-ban

1616-ban a Brandenburgi Választófejedelemséggel perszonáluniót kötöttek, innentől kezdve a terület, Brandenburg–Poroszország, a Porosz Hercegség és a Hohenzollern-ház uralma alá került. 1678-ban, a svéd–brandenburgi háború során a svédek elözönlötték, de 1679-ben Frigyes Vilmos brandenburgi választófejedelem gyors ellencsapással felszabadította.
Lengyelország első, 1772-es felosztása során Poroszország mindenekelőtt a régi, 1466 előtti területeit kapta vissza. Innentől kezdve nevezték Kelet-Poroszországnak, megkülönböztetésül Nyugat-Poroszországtól. Kelet-Poroszország fővárosa Königsberg lett. A további felosztások révén területe tovább nőtt. 1824 és 1878 között a két Poroszországot egyesítették, majd ismét két részre osztották fel.
Az első világháború során azon kevés területek egyike volt, amelyet ha időlegesen is, megszálltak az antanthatalmak. A háború kezdeti szakaszában a keleti front legfontosabb csatáit itt vívták meg, a tannenbergi csatában a német csapatok megalázó vereséget mértek az orosz egységekre, majd kiszorították őket a tartományból. A versailles-i béke szerint népszavazást kellett kiírni a terület hovatartozásának kérdéséről, a lakosok elsöprő többsége Németország mellett döntött. A területet elvágták az anyaországtól, Danzigtól nyugatra létrehoztak egy korridort, ezáltal Kelet-Poroszországból szárazföldön csak Lengyelországon áthaladva lehetett elérni a központi területeket. A Memel-vidéket francia csapatok szállták meg, majd Litvánia annektálta 1923-ban.
Hitler hatalomra kerülése után Gau-Ostpreußen néven folytatódott a története, élén Erich Koch gauleiterrel. Miután Hitler egyre inkább sürgette a versailles-i békerendszer revízióját, Litvánia átadta a Memel-vidéket a Harmadik Birodalomnak. A németek tovább követelték a danzigi kérdés megoldását, végül is ez lett az egyik közvetlen oka Lengyelország német megtámadásának, így a második világháború kirobbanásának.

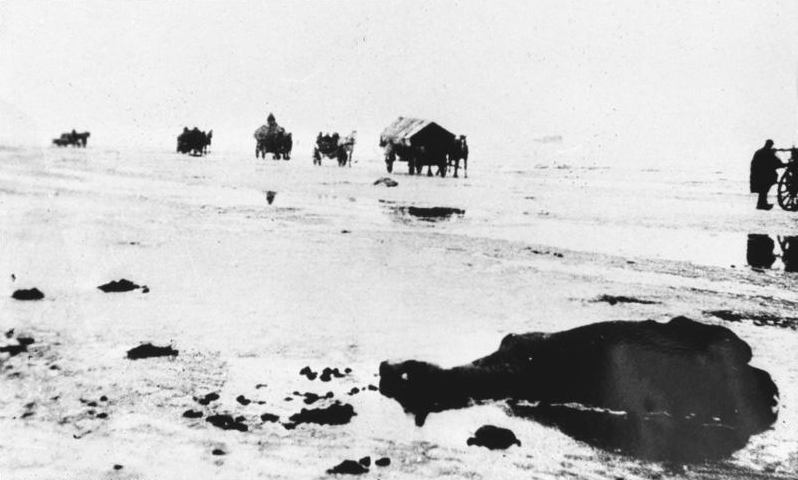
A Balti-tenger jegén
át menekülő német lakosok

A világháború végén a Vörös Hadsereg közeledésének hírére a német hatóságok tömeges evakuálásba kezdtek, ami a történelem legnagyobb tengeri mentőakcióját, a Hannibal hadműveletet eredményezte. Mintegy 2,2 millió civilt mentettek ki, és szállítottak el nyugatra. A hadművelet során történtek meg a világ eddigi legnagyobb hajókatasztrófái, itt merült hullámsírba a Wilhelm Gustloff és a Goya.
A világháború után az egykori Kelet-Poroszországról úgy döntöttek a győztesek, hogy azt megsemmisítik, mivel szerintük az volt a német militarizmus fellegvára. A terület északi részét a Szovjetunióhoz, míg nagyobbik, déli és nyugati felét Lengyelországhoz csatolták. 1946-ban Königsberget átnevezték Kalinyingráddá. A még itt maradt németeket télen erőszakkal telepítették a későbbi NDK területére. Körülbelül 511 000 keletporosz civil vesztette életét a háborúban, majd az azt követő kitelepítésben.
A háború után az NDK vezetése 1950-ben elismerte az Odera–Neisse-határt, majd az új keleti politika jegyében a hetvenes évek elején ugyanezt megtette Willy Brandt nyugatnémet kancellár is.

## Híres keletporoszok

### A
- Johanna Ambrosius (1854–1939)
- Hannah Arendt (1906–1975), politikai teoretikus, itt töltötte fiatalságát

### B
- Otto Braun (1872–1955), porosz miniszterelnök

### C
- Lovis Corinth (1858–1925)

### D
- Marion Dönhoff (1909–2002)

### G
- Ferdinand Gregorovius (1821–1891), német történetíró

### H
- Johann Georg Hamann (1730–1788)
- Hugo Haase (1863–1919)
- Johann Gottfried Herder (1744–1803), költő
- David Hilbert (1862–1943), matematikus
- E. T. A. Hoffmann (1776–1822), író
- Arno Holz (1863–1929), költő, drámaíró

### K
- Immanuel Kant (1724–1804), filozófus
- Hans Hellmut Kirst (1914–1989), regényíró
- Käthe Kollwitz (1867–1945)

### L
- Udo Lattek (1935–2015)
- Veruschka von Lehndorff,fotomodell, képzőművész
- Siegfried Lenz (1926–2014), író
- Fanny Lewald (1811–1889), írónő
- Fritz Albert Lipmann (1899–1986), biokémikus

### M
- Armin Mueller-Stahl (* 1930), színész

### S
- Arnold Sommerfeld (1868–1951), matematikus

### W
- Otto Wallach (1847–1931), vegyész
- Wilhelm Wien (1864–1928), fizikus

## irodalom
- Ernst Opgenoorth (szer.): Handbuch der Geschichte Ost- und Westpreußens. Herausgegeben im Auftrag der Historischen Kommission für ost- und westpreußische Landesforschung. Institut Nordostdeutsches Kulturwerk, Lüneburg.
  - Bd. 2, Teilband 1: Von der Teilung bis zum Schwedisch-Polnischen Krieg. 1994.
  - Bd. 2, Teilband 2: Vom Schwedisch-Polnischen Krieg bis zur Reformzeit, 1655–1807. 1996.
  - Bd. 3: Von der Reformzeit bis zum Vertrag von Versailles 1807–1918. 1998.
  - Bd. 4: Vom Vertrag von Versailles bis zum Ende des Zweiten Weltkrieges 1918–1945. 1997.